# Cheick Condé (cestista)
Cheick Sekou Condé (Boké, 20 giugno 1992) è un cestista guineano.

## Carriera
Con la Guinea ha disputato due edizioni dei Campionati africani (2017, 2021).